# Ivy Town
Ivy Town è una città immaginaria ambientata nell'Universo DC. Fu creata nel 1961 da Gardner Fox e Gil Kane.

## Storia editoriale
Ivy Town servì da sfondo a molte delle storie pubblicate dalla DC Comics che vedevano protagonista Ray Palmer, il secondo Atomo (cioè quello della Silver Age). L'università locale era Il fiore all'occhiello della città era l'università locale, nel cui dipartimento di fisica Atomo, inizialmente all'insaputa di tutti, era impiegato con la sua vera identità. Dopo che la sua identità fu resa pubblica, si riunì alla facoltà dell'Università come celebre professore in maniera discontinua.
Dalla metà degli anni settanta, Ivy Town fu descritta da alcune fonti, incluso un articolo geografico nella  fanzine, all'epoca ufficiale, Amazing World of DC Comics n. 14 (1977), come ubicata nel Connecticut. Tuttavia, verso la fine degli anni ottanta, lo scrittore Roger Stern, presumibilmente con l'ispirazione da parte di Tom Peyer, piazzò esplicitamente la città nella regione di Finger Lake nello Stato di New York in Power of the Atom. In molti numeri, furono menzionati nomi di posti realmente esistenti, come la città di Ithaca. La città vicina più nota è Calvin City, casa di Al Pratt, l'Atomo della Golden Age, descritta da Stern come a sud di Ivy in Pennsylvania.
Come spiegato in Brave New World (luglio 2006), il nuovo Atomo (Ryan Choi) risiede in Ivy Town. Sembra che, mentre Ray Palmer lavorava con la Justice League of America, gli avvenimenti insoliti divennero la consuetudine per Ivy Town, che divenne una mecca per gli ufologi, i parapsicologi e i sostenitori delle invasioni aliene.
L'attuale Capo della Polizia di Ivy Town è Liza Warner, il personaggio originariamente conosciuto come Lady Cop, che debuttò in 1st Issue Special n. 4.